# Torre Nova de cal Pons
La Torre Nova de cal Pons és un edifici de finals del segle xix, que fou residència dels amos de Cal Pons. Està protegida com a part del bé cultural d'interès nacional de la Colònia Pons.

## Descripció
La Torre Nova és una construcció de grans proporcions bastida sobre un penyal al final dels jardins de la colònia. Té una superfície de 442 m².
En la seva estructura predomina el cos central per damunt dels dos laterals. La façana principal, amb una doble escalinata, està orientada a tramuntana. Els murs exteriors combinen el maó, l'arrebossat i els mosaics. Presenta molts detalls decoratius de tipus medieval: capitells amb el bestiari, decoració floral, gàrgoles i arcuacions cegues en el ràfec de la teulada. Al rebedor hi ha unes pintures al·legòriques que fan referència als continents d'Amèrica, Àfrica, Àsia i Europa. Es tracta d'un paisatge de fons amb una figura femenina que porta algun element que fa referència a cada continent. En la representació d'Europa, el paisatge de fons és la colònia Pons vist des del peu del Llobregat.
Els salons són profusament decorats amb temes adients a les seves funcions.
La torre fou residència dels propietaris, inicialment de forma continuada, després va fer funcions de segona residència i a mitjan segle XX es va subhastar el mobiliari i es va habilitar com a fàbrica de tovalloles. Es desconeix qui fou l'autor d'aquests dos edificis. Sembla, però, que podria haver estat Josep Torres i Argullol o Alexandre Soler i March, arquitectes que van treballar per a la família Pons.
La torre nova disposava de jardí privat; hi destaquen encara les dues glorietes, inaugurades l'any 1900, des de les quals es veu el Llobregat i el conjunt de la colònia, ja que se situen en un dels punts més alts de tot el conjunt; són de maó i fusta i construïdes damunt d'un penyal, a la confluència de la Riera de la Sala amb el Llobregat.

## Història
Fou construïda l'any 1897, segons indica la porta principal, uns dotze anys més tard que la Torre Vella. Respon al període en què l'home fort de la família era Lluís G. Pons (que a més d'empresari fou un polític influent), després de la mort del seu pare i fundador, Josep Pons i Enrich el 1893, i del seu germà i hereu, Ignasi Pons i Enrich, tres anys més tard.
La torre fou residència dels propietaris de la Colònia Pons, inicialment de forma continuada, més tard va fer funcions de segona residència, quan els amos van establir-se a Barcelona. A mitjan segle XX l'edifici s'habilità com a fàbrica de Tovalloles i es va subhastar el mobiliari. Arran del tancament de la fàbrica, el 1992, va ser embargat i va entrar en subhasta juntament amb tots els altres edificis de la colònia. Actualment la Torre Nova és propietat de l'Ajuntament de Puig-reig.

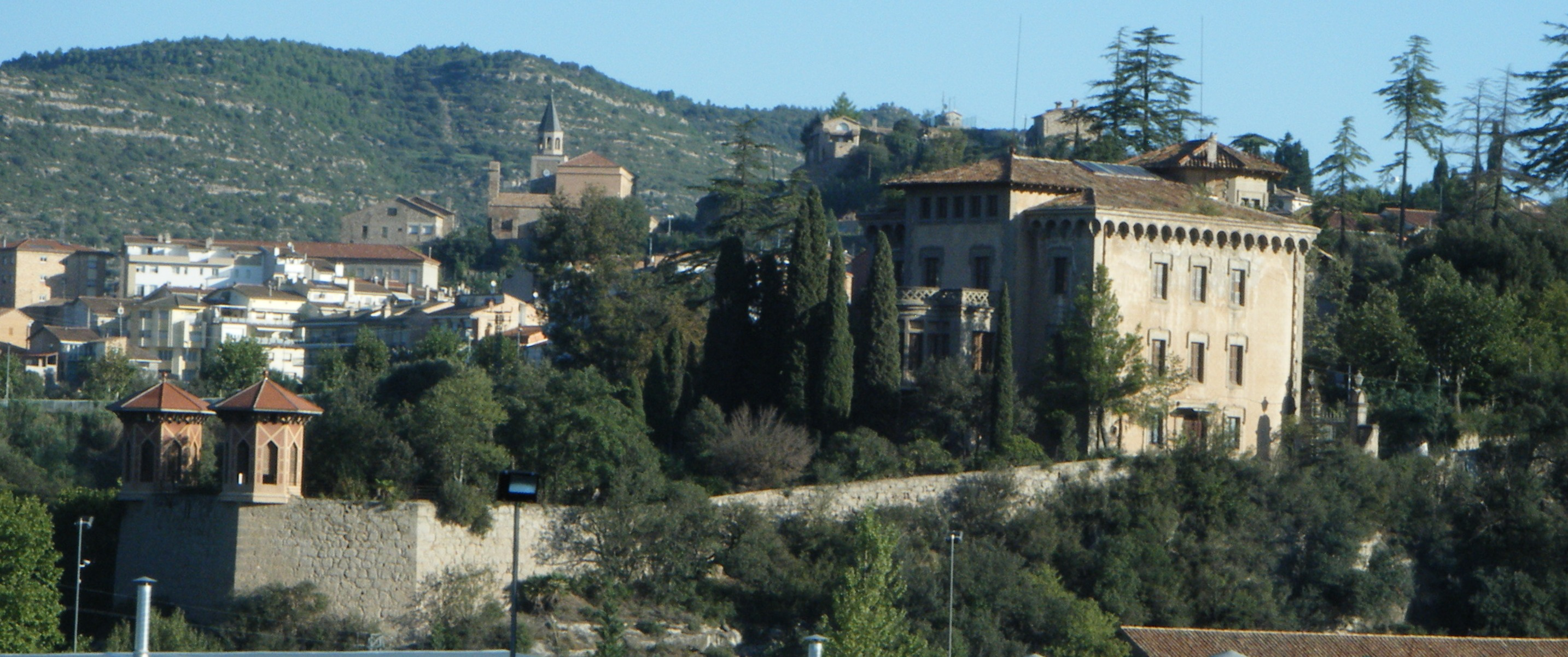
Torra nova de Cal Pons i jardí particular, amb les dues glorietes

Quan es va dissenyar la colònia es volia convertir la finca en un jardí tancat que l'aïllava del món exterior. El jardí, de fet, era d'ús privat per als propietaris de la colònia i la família del director. Però quan la família Pons no hi era els treballadors podien disposar del jardí i el bosc annex.
Com a anècdota, cal remarcar que en aquesta torre s'hi va allotjar el 1908 el rei Alfons XIII, en la visita que va fer a la conca del Llobregat. Cal Pons fou el punt emblemàtic escollit per rebre la comitiva, formada, a més del monarca, pel president del govern, Antoni Maura, les autoritats civils, militars i religioses de la província, a més de tots els fabricants de la zona. Després de visitar la colònia, passejar pels jardins i escoltar un Te Deum a l'església, els 150 convidats van dinar a la Torre Nova. Aquest mateix escenari va acollir una segona visita reial, l'any 1916, en aquest cas de la infanta Isabel de Borbó.

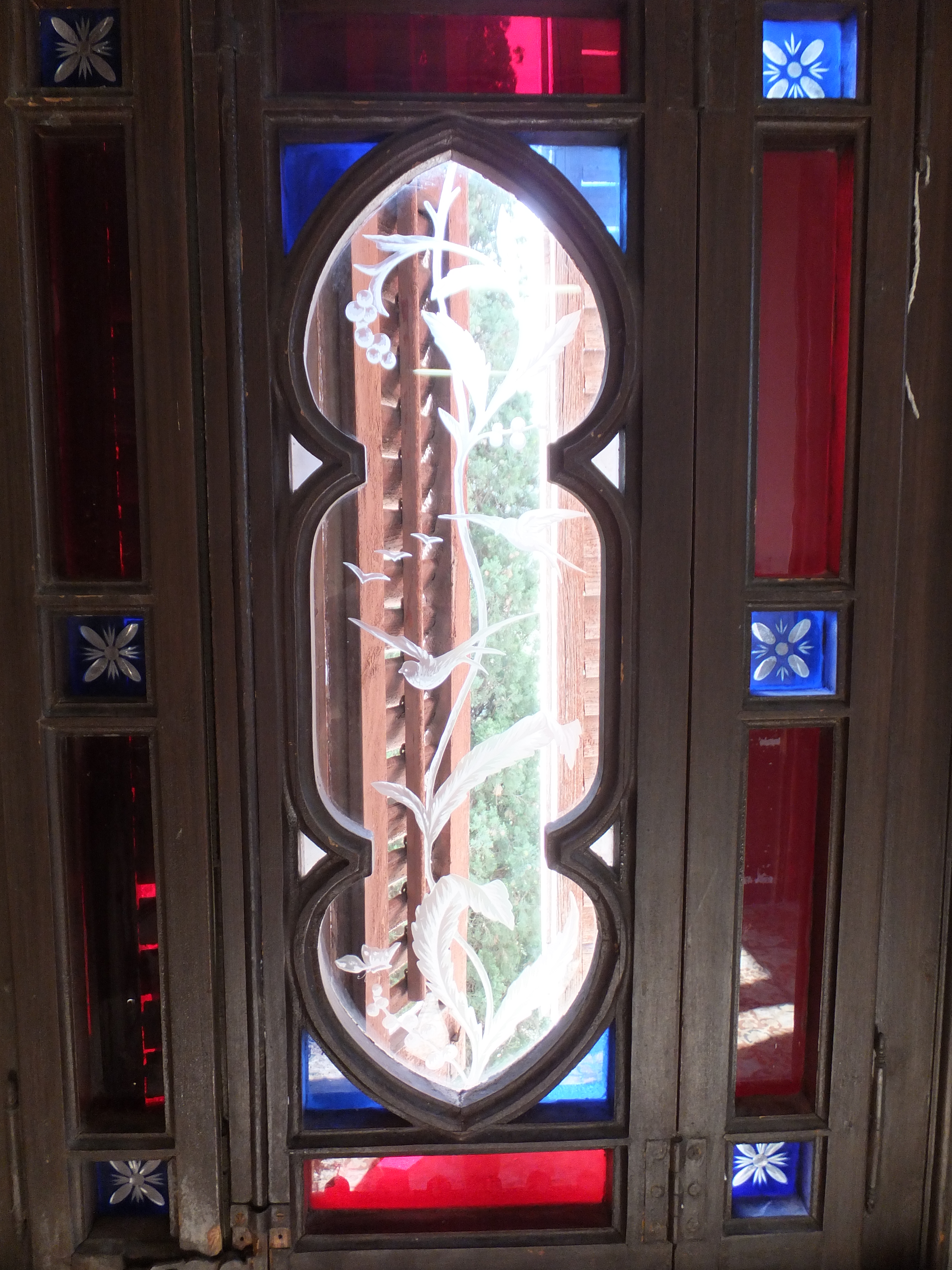
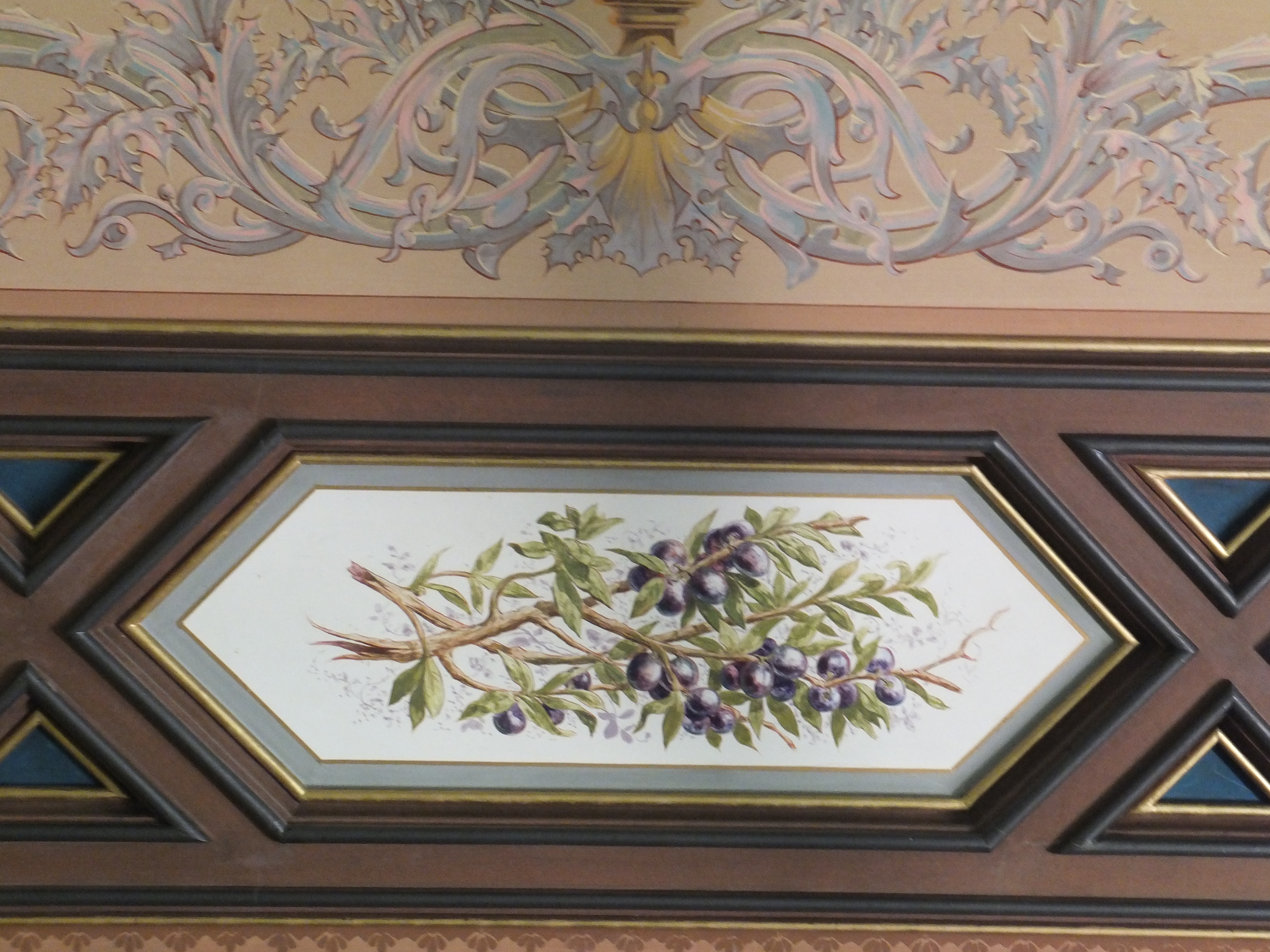
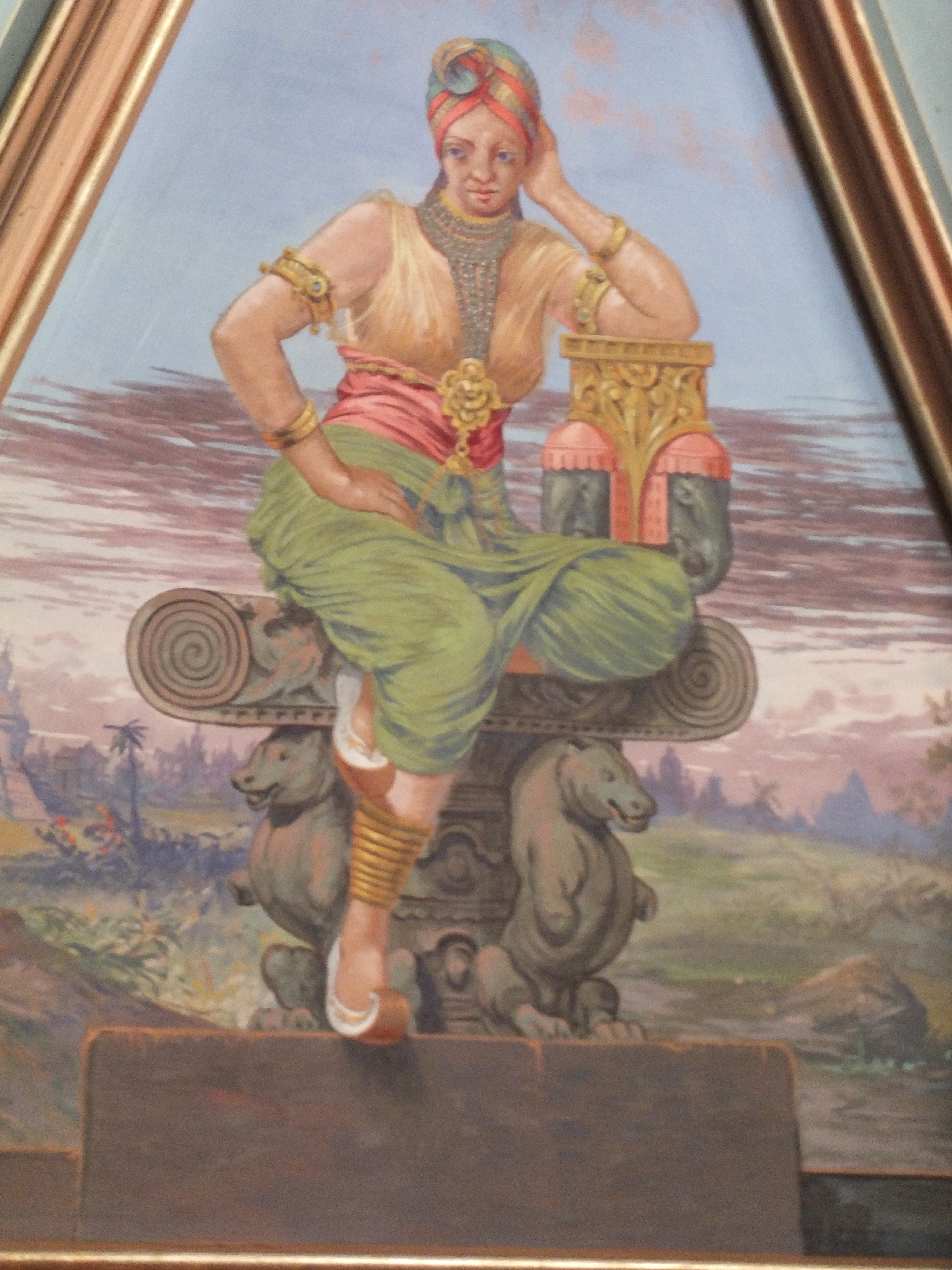
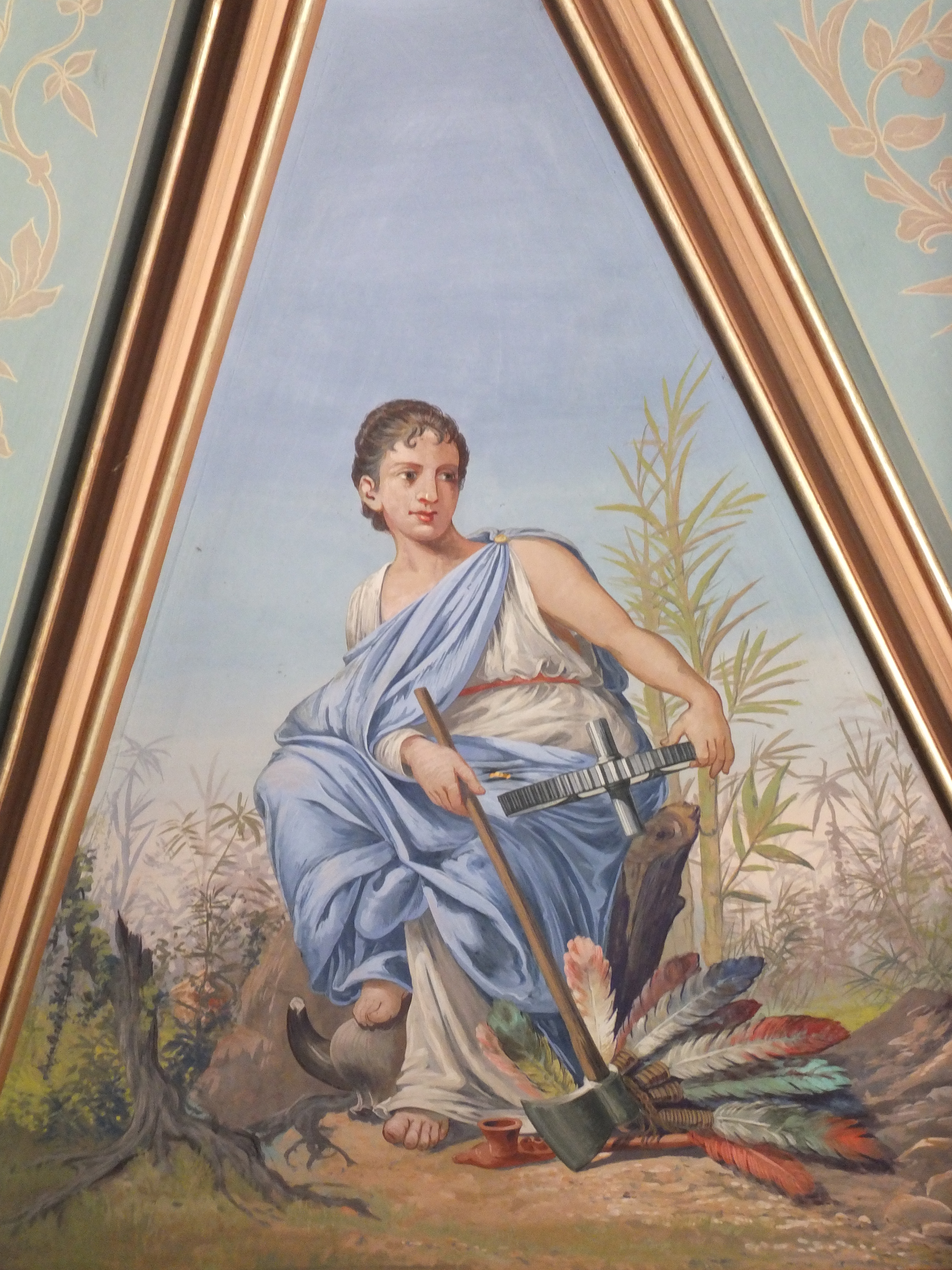
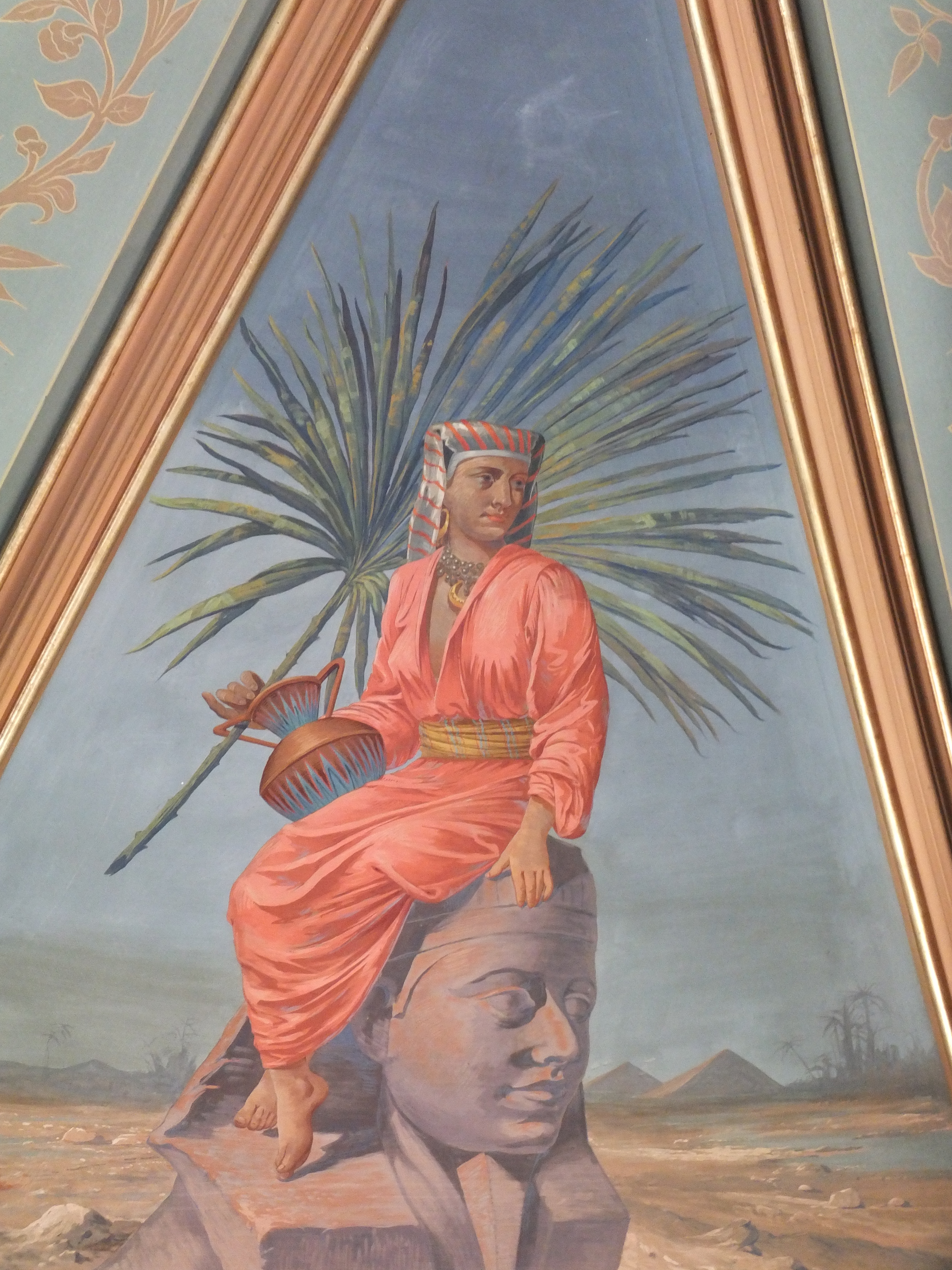
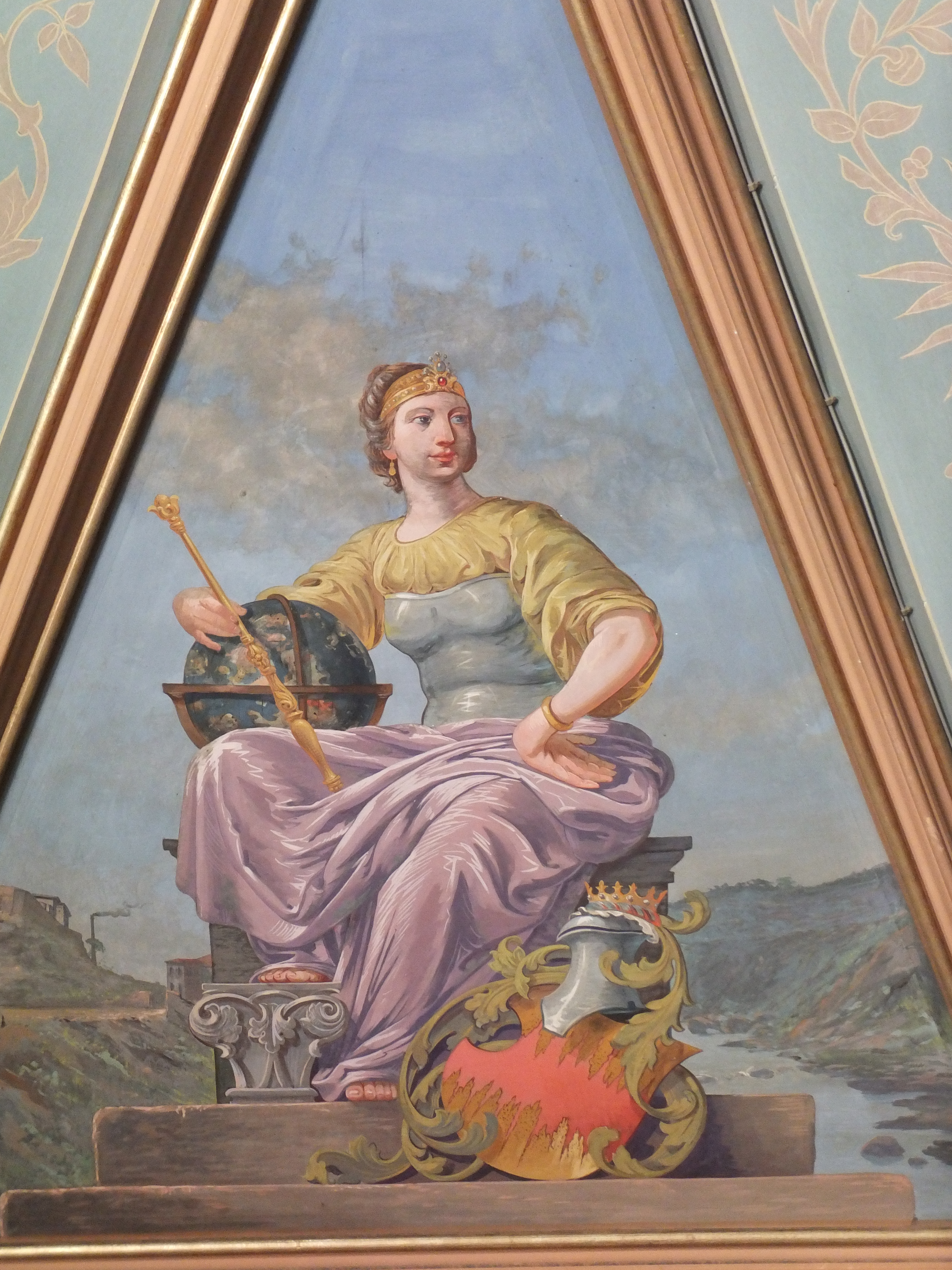